# 伊藤結衣
伊藤 結衣（いとう ゆい、1984年12月7日 - ）は、日本の元AV女優。北海道出身。

## 略歴
2007年9月にAVデビュー。
2008年4月1日の公式ブログで引退を表明した。
2019年、佐伯由美香名義での活動を開始。
2023年3月26日、自身の作品をもって引退。

## 人物[2]。
「顔面性器」や「顔面センシティブ」と謳われ、コロナ禍を機にマスクとイラマチオを組み合わせた「イラマスク」を開発。

## 出演作品

### アダルトビデオ
2007年
- 僕がペット 集団痴女編 (7月20日、レアル・ワークス)
- ゴックン&飲尿デビュー (9月17日、エムズビデオグループ) ※デビュー作
- W中出し&W飲尿&Wイラマチオ 全編ミラクルモザイク （11月19日、エムズビデオグループ)
- 初めてのパイパン中出しFUCK! (12月19日、エムズビデオグループ)

2008年
- 新・うんこおもらし 8 (3月14日、GIGA)
- W飲尿WアナルW中出し (3月19日、エムズビデオグループ)
- 最高のレズビアン浣腸&W中出しSEX (4月25日、OPERA［オペラ］)